# Milán Füst
Milán Füst (Budapest, 17 luglio 1888 – Budapest, 26 luglio 1967) è stato uno scrittore, drammaturgo, poeta ed esteta ungherese.

## Biografia
Milán Füst è stato autore di un'opera vasta e molteplice, oltre che uno scrittore fra i più innovativi e celebri della letteratura ungherese del XX secolo. Nacque in una nobile famiglia ebrea decaduta e impoverita. Nel 1908 conobbe lo scrittore Ernő Osvát e riuscì a pubblicare il suo primo lavoro nella rivista letteraria Nyugat. Fece amicizia con Dezső Kosztolányi e Frigyes Karinthy.
Dopo aver studiato legge ed economia a Budapest, ha insegnato economia. 
Nel 1918, divenne direttore dell'Accademia Vörösmarty, ma fu costretto a lasciare l'incarico nel 1921.
Nel 1928, a seguito di  un esaurimento nervoso, è costretto a trascorrere sei mesi in un ospedale psichiatrico a Baden-Baden. 
Ne 1904 inizia con grande furia il suo Journal, un lungo diario, opera della quale, parte del lavoro che degli anni tra il 1944 e il 1945, andrà successivamente distrutto.
Nel 1947, divenne insegnante alla Képzőművészeti Főiskola. Ha ricevuto il Premio Kossuth nel 1948.
Il suo romanzo più famoso, La storia di mia moglie (A feleségem története), è stato pubblicato nel 1942. Passò quasi inosservato fino al 1958 quando apparve in Francia da Gallimard per poi essere tradotto successivamente in una dozzina di lingue e valere all'autore la candidatura al Premio Nobel nel 1965, poco prima della sua morte.